# Kudynowce
Kudynowce (ukr. Кудинівці) – wieś na Ukrainie w rejonie tarnopolskim należącym do obwodu tarnopolskiego.
Do 2020 w rejonie zborowskim.